# 大島司
大島司（日语：／ Ōshima Tsukasa，1970年1月30日—），日本漫畫家。女性。O型血。掛川市故鄉親善大使。
代表作為出道作品《足球風雲》系列，1994年獲得第18屆講談社漫畫獎。

## 來歷
出身於靜岡縣掛川市。畢業於掛川東高校畢業、東京設計師學院動畫科
她在學生時代就開始創作漫畫，並將其投稿到講談社獲獎，但她對動作非常講究，包括強迫自己加入動作場面。
之後，她轉移至少年雜誌，投稿到《週刊少年Magazine》新人獎的排球漫畫被選為優秀獎，並以《足球風雲》首次亮相。《足球風雲》成為長期連載作品，並隨著動畫、真人電影大受歡迎。大島稱「《足球風雲》是大島司的立身之作」。

## 作品列表
- 足球風雲系列（《週刊少年Magazine》，1990年36號—2003年24號）
  - 足球風雲（《週刊少年Magazine》，1990年36號—1996年42號，全33冊、文庫版全16冊）
  - 足球風雲II ～相逢在晴空下～（《週刊少年Magazine》，1996年44號—1997年42號，全5冊、文庫版全3冊）
  - 足球風雲III ～熾熱的挑戰～（《週刊少年Magazine》，1997年48號—2000年11號，全12冊、文庫版全6冊）
  - 足球風雲 ～新的傳說～（《週刊少年Magazine》，2000年15號—2003年24號，全16冊、文庫版全8冊）
- STAY GOLD 金牌網球（日语：STAY GOLD (漫画)）（《週刊少年Magazine》，2004年24號—49號，全3冊）
- 排球風雲（日语：アタック!!）（《週刊Comic Bunch（日语：週刊コミックバンチ）》，2007年3號—2009年9號、2010年10號—13號，全11冊（未完））
  - 排球風雲 ～約定的球衣～（《漫畫ACTION》2015年4號—連載中，已出版4冊）
- BREAK（《月刊COMIC ZENON（日语：月刊コミックゼノン）》，2012年8月號—9月號，（前後篇發表））

## 助手
- 朝基勝士[4]
- 瀨尾公治[5]
- 大石知哉
- 神代京子[6]

## 外部連結
- （日語）